# Slowheart
| Оценки критиков       | Оценки критиков |
| Источник              | Оценка          |
| --------------------- | --------------- |
| AllMusic              | [ 2 ]           |
| Exclaim!              | 6/10            |
| Roughstock            | [ 4 ]           |
| Sounds Like Nashville | Positive        |

Slowheart (с англ. — «Медленное сердце») — третий студийный альбом американского кантри-музыканта Кипа Мура, изданный 8 сентября 2017 года на лейбле MCA Nashville.
Slowheart достиг десятого места в американском хит-параде Billboard 200, а также стал № 3 в кантри-чарте США (Top Country Albums).

## История
После релиза альбома 2015 года Wild Ones и последовавших гастролей Мур сделал перерыв, чтобы путешествовать, заниматься серфингом и писать музыку. Он рассказал журналу Rolling Stone, что в музыкальном плане Slowheart находится «где-то между американой, роком и кантри».
Альбом, около 75 % которого спродюсировал Мур, содержит меньше звучания в стиле «группа в комнате» и больше винтажного, «вокального звука». Мур утверждал, что при создании альбома он черпал вдохновение из музыки Motown, а также из музыки классического рока 70-х годов. Песни «Plead the Fifth» и «The Bull» ни в какой части не были написаны Муром, что делает Slowheart первым релизом Мура с песнями, написанными не им и не в соавторстве с ним.

Мур сказал о теме альбома, что: 
термин Slowheart всегда был мне дорог, но потом он наконец обрел смысл с этой записью, когда я пытался справиться со своими собственными уязвимостями, своими надеждами, собственным упрямством — долгое время путешествовал, которое потребовалось, чтобы добраться туда, где я нахожусь, и ясность, в которой я сейчас нахожусь.

## Отзывы
Альбом получил положительные отзывы музыкальной критики и интернет-изданий, например AllMusic, Exclaim! и Roughstock.

## Список композиций
Источник: Rolling Stone
| №                   | Название              | Автор(ы)                                  | Длительность |
| ------------------- | --------------------- | ----------------------------------------- | ------------ |
| 1.                  | «Plead the Fifth»     | Luke Dick, Josh Kear                      | 3:22         |
| 2.                  | «Just Another Girl»   | Kip Moore, Westin Davis, Ben Helson       | 3:47         |
| 3.                  | «I've Been Around»    | Moore, Dan Couch                          | 3:37         |
| 4.                  | «Fast Women»          | Moore, Blair Daly, Davis, Troy Verges     | 3:38         |
| 5.                  | «Bittersweet Company» | Moore, Josh Miller, Verges                | 3:28         |
| 6.                  | «Sunburn»             | Moore, David Garcia, Miller, Steven Olsen | 3:40         |
| 7.                  | «More Girls Like You» | Moore, Olsen, Miller, Garcia              | 2:34         |
| 8.                  | «The Bull»            | Jon Randall, Dick                         | 3:09         |
| 9.                  | «Blonde»              | Moore, Olsen, Miller, Garcia              | 3:28         |
| 10.                 | «Good Thing»          | Moore, Miller, Verges                     | 2:50         |
| 11.                 | «Last Shot»           | Moore, Couch, David Lee Murphy            | 3:48         |
| 12.                 | «Try Again»           | Moore, Garcia, Miller                     | 4:03         |
| 13.                 | «Guitar Man»          | Moore, Couch, Davis                       | 5:23         |
| Общая длительность: | Общая длительность:   | Общая длительность:                       | 46:47        |